# Liberty Records
Liberty Records é uma gravadora dos EUA.